# Quirino (divinità)

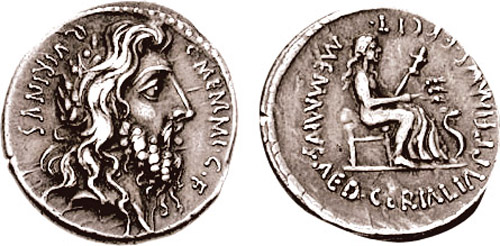
Denario con le raffigurazioni di Quirino e Ceres

Quirino (in latino Quirinus) è il dio romano eponimo dei Quiriti. Fu identificato e divinizzato con la figura di Romolo, primo re di Roma.

## Origine
Sull'origine del nome c'erano varie ipotesi già nell'antichità come riporta lo stesso Plutarco: ad esempio Macrobio riteneva che derivasse dalla curis, la punta della lancia o l'asta da guerra usata dai Sabini; Varrone dalla città di Cures, patria di Tito Tazio che aveva introdotto il culto del dio a Roma, mentre a Ovidio erano note entrambe le teorie più una terza secondo la quale il nome del dio era collegato a quello dei quiriti. Fu, insieme a Giano, l'unico dio romano a non essere assimilato a divinità ellenistiche.
Oggi si ritiene più probabile che il nome del dio sia collegato a quello della curia (*co-viria) e dei quiriti (*co-virites), col significato di patrono delle curie e degli uomini in esse riuniti.

## Culto
I miti di Quirino sono rari. Uno si riferisce alla fondazione della città di Cures da parte di Modio Fabidio, un figlio del dio. Il principale concerne l'assimilazione di Romolo a Quirino, in quanto il primo re di Roma era definito da Plutarco valoroso e dio armato di lancia. Contemporaneamente, Ersilia, sua moglie, assumeva il nome di Hora Quirini.
Assieme a Marte e Giove faceva parte della cosiddetta "Triade arcaica" che in seguito, su influsso della cultura etrusca, sarà invece costituita da Giove, Giunone e Minerva.
Aulo Gellio testimonia di aver letto sui libri pontificali che al dio erano associate nelle preghiere anche la dea Hora e le dee Virites. Secondo Dumézil le Virites rappresenterebbero le individualità componenti la massa dei cittadini protetti da Quirino.

## Santuari
La sua festività tradizionale, denominata Quirinalia, cadeva il 17 febbraio ed era celebrata dal flamen quirinalis, il terzo dei flamini maggiori.
Il più antico santuario di Quirino è la rupe più alta del colle Quirinale; in seguito gli fu costruito un tempio presso la porta Quirinale e poi un altro nel 293 a.C., dedicato da Lucio Papirio Cursore, nel quale era conservato il trattato fra Roma e Gabii scritto su una pelle di bue che copriva uno scudo. Questo tempio fu restaurato da Augusto nel 16 a.C. e il giorno della dedica, il 29 giugno, divenne la nuova festa di Quirino. 
Secondo la tradizione, Tito Tazio gli aveva dedicato un sacello sul Campidoglio, poi exaugurato in occasione della costruzione del tempio di Giove capitolino al tempo di Tarquinio il Superbo.
Secondo Servio, Quirino è il Marte (Plutarco riporta il termine di Ennyalios, ovvero un dio guerriero) che presiede alla pace e secondo Georges Dumézil questo indica che il dio è il patrono della "terza funzione", cioè della sfera produttiva delle attività umane.